# Holzfarbige Butterbirne

Holzfarbige Butterbirne ist eine ehemals weit verbreitete Herbstbirnensorte belgischen Ursprungs. Sie trägt schöne, große Früchte mit (unter Umständen) hervorragendem Geschmack, ist aber sehr empfindlich.
Die Bäume sind aber sehr windanfällig und in feuchteren Lagen sehr von Schorf betroffen. Die Ausbildung des Geschmacks braucht Wärme und Trockenheit. Außerdem sind die Früchte sehr schlecht haltbar und faulen oft schon am Baum, wobei auch viel davon abhängt, den optimalen Erntezeitpunkt genau zu treffen. Was den Boden betrifft, sind sie eher tolerant.
Sie gilt als hervorragende Befruchtersorte.
Die Früchte können mit denen der Doyenné du Comice verwechselt werden.

## Geschichte
Sie wurde Ende des 18. Jahrhunderts bei Deftingen (Flandern) gefunden. Sie wurde ab 1810 von Jean-Baptiste van Mons verbreitet. 
Es wird angenommen, dass sie die Muttersorte von Clapps Liebling ist. Die Baumschule Frères Baltet züchtete um 1890 ihre Sorte Éva Baltet aus einer Kreuzung mit der Williams Christ.